# Entourage (serie televisiva)
Entourage è una serie televisiva statunitense creata da Doug Ellin e trasmessa negli USA dal 2004 al 2011 sulla HBO, mentre in Italia le prime tre stagioni sono state proposte dal canale satellitare Jimmy, le successive quattro dal canale satellitare FX ed infine l'ultima è stata trasmessa in prima visione dal canale in chiaro Rai 4; si narrano le vicende di Vincent Chase, un giovane attore in carriera e dei suoi amici d'infanzia provenienti da Bayside, Queens (New York), man mano che essi cercano di farsi strada a Hollywood. Mark Wahlberg e Stephen Levinson sono i produttori esecutivi e la serie è vagamente ispirata alle esperienze di Wahlberg agli inizi della sua carriera di attore.
La serie ha avuto sette nomination agli Emmy Award vincendone quattro (tre dei quali andati a Jeremy Piven come miglior attore non protagonista) e sei nomination ai Golden Globe vincendone uno, andato sempre a Jeremy Piven come miglior attore non protagonista.
Nel 2015 è uscito al cinema il film Entourage che prosegue le vicende dopo l'episodio finale della serie.

## Produzione
Come dichiarato da Mark Wahlberg, Entourage fu inizialmente concepito quando il suo assistente gli chiese di filmare lui ed i suoi amici definendo il risultato "spassoso". Altre fonti dichiarano che Eric Wenstein, un amico di vecchia data di Wahlberg, venne con l'idea di filmare la vita del famoso attore e dei suoi amici. Per essere maggiormente satirici sullo stile di vita di Hollywood fu scelto un approccio di finzione piuttosto che uno da documentario.
Vincent Chase, il protagonista della serie, doveva essere basato maggiormente su Mark Wahlberg, ma fu deciso che alcune delle attività sue e dei suoi amici (specialmente alcuni elementi del loro passato criminale) non fossero appropriate per una serie e così fu deciso un approccio più leggero.
Tuttavia, stando a quanto dichiarato da Donnie Carroll, cui è ispirato il personaggio di Turtle, l'idea dello show venne da lui e dal suo libro autobiografico basato sulle esperienze sue e dell'amico Mark Wahlberg ed intitolato From the Hood to Hollywood, A Soldier's Story.

## Cast
Entourage è incentrato su Vincent Chase (Adrian Grenier), un giovane promettente attore che si ritrova d'improvviso lanciato nello star system hollywoodiano; il suo personaggio è vagamente ispirato a Mark Wahlberg. Il suo migliore amico è Eric Murphy (Kevin Connolly). "E", come è chiamato da Vincent, è basato su Eric Wenstein, amico di Mark e produttore esecutivo della serie; si dice sia anche ispirato a Stephen Levinson, il manager di Mark.
Johnny "Drama" Chase (Kevin Dillon), è il fratello maggiore di Vincent e anche il suo cuoco e allenatore. Johnny è un attore di quarta categoria che interpretò in gioventù una serie intitolata Viking Quest. Il suo ruolo nel recente show Five Towns sta lentamente riportando in vita la sua carriera. Il personaggio è basato su Johnny "Drama" Alves (cugino di Mark Wahlberg) che Donnie Wahlberg assunse per tenere suo fratello minore fuori dai guai.
Completa l'entourage di amici Salvatore Vacara , che tutti chiamano semplicemente "Turtle" (Jerry Ferrara), un altro vecchio amico d'infanzia di Vince. I compiti ufficiali di Turtle sono quelli di autista e assistente, anche se il suo contributo è spesso messo in discussione. Il personaggio è basato sull'amico "buffone" di Mark Wahlberg, Donnie Carroll, soprannominato "Donkey" (asino). Donnie fece il provino per il ruolo, ma il ragazzo, originario di Boston, fu scartato quando venne deciso che i protagonisti fossero originari di New York. Donnie Carroll, sfortunatamente, morì il 18 dicembre 2005 a causa di un attacco d'asma.
Ari Gold (Jeremy Piven) è il rude, ma adorabile agente di Vince. Il ruolo ha portato a Piven diversi Emmy Award e un Golden Globe. Il personaggio è vagamente basato su Ari Emanuel: il vero agente di Mark Wahlberg.
Kevin Connolly, Adrian Grenier, Kevin Dillon, Jerry Ferrara e Jeremy Piven sono accreditati come attori regolari in ogni episodio fin dall'inizio della serie. Debi Mazar che aveva il ruolo ricorrente di Shauna nella prima stagione, fu promossa nel cast regolare a partire dalla seconda stagione; a causa della sua gravidanza, apparve saltuariamente nella terza stagione e, a partire dalla quarta, è tornata ad essere una "special guest star" (non essendo quindi più presente nei crediti iniziali). Perrey Reeves (Mrs. Ari) e Rex Lee (Lloyd) avevano ruoli ricorrenti nelle prime due stagioni. A partire dalla terza stagione, Perrey e Rex ricevettero la dicitura "starring" (attori principali) nei titoli finali degli episodi nei quali comparivano. Dopo che Debi Mazar lasciò la serie, Perrey iniziò a ricevere, a partire dalla quarta stagione, un posto nei crediti iniziali rimpiazzando la Mazar e venendo accreditata in tutti gli episodi, anche in quelli in cui non appare. A partire dalla quinta stagione, anche Rex Lee è stato aggiunto nei crediti iniziali sia che appaia effettivamente nell'episodio o meno. Sempre nella quarta stagione Rhys Coiro, che interpreta Billy Walsh nella serie, ebbe un'importante storyline e ricevette il credito nei titoli iniziali durante i primi sei episodi della quarta stagione; tuttavia, quando il personaggio riapparve più avanti, Rhys fu nuovamente accreditato come semplice "guest star". L'attrice Emmanuelle Chriqui ha interpretato la ragazza tira e molla di "E" apparendo come personaggio ricorrente a partire dalla seconda stagione fino alla quinta; nella sesta viene inserita tra i membri del cast fisso. Scott Caan ha partecipato a due episodi della sesta stagione nel ruolo di Scott Lavin e, a partire dalla settima stagione, viene inserito nel cast regolare.

## Episodi
| Stagione         | Episodi | Prima TV originale | Prima TV Italia |
| ---------------- | ------- | ------------------ | --------------- |
| Prima stagione   | 8       | 2004               | 2006            |
| Seconda stagione | 14      | 2005               | 2006            |
| Terza stagione   | 20      | 2006-2007          | 2007-2008       |
| Quarta stagione  | 12      | 2007               | 2010            |
| Quinta stagione  | 12      | 2008               | 2010            |
| Sesta stagione   | 12      | 2009               | 2010            |
| Settima stagione | 10      | 2010               | 2010-2011       |
| Ottava stagione  | 8       | 2011               | 2013            |

## Ospiti famosi e camei
Numerosi sono gli attori ed i personaggi apparsi nella serie in veri e propri ruoli o in piccoli camei nella parte di se stessi e sono: Mark Wahlberg, Ali Larter, Jessica Alba, David Faustino, Jimmy Kimmel, Luke Wilson, Sarah Silverman, Sara Foster, Val Kilmer, Scarlett Johansson, Amanda Peet, Jaime Pressly, Holly Valance, Hugh Hefner, Holly Madison, Ralph Macchio, Chris Penn, Anthony Anderson, Bob Saget, James Cameron, Mandy Moore, U2, Vanessa Angel, Jesse Jane, Devon, Teagan Presley, Melinda Clarke, Brooke Shields, James Woods, Paul Haggis, Three 6 Mafia, Brett Ratner, Anthony Michael Hall, Malin Åkerman, Sofía Vergara, Dan Castellaneta, Dennis Hopper, M. Night Shyamalan, Snoop Dogg, Brian Grazer, Peter Jackson, Mary J. Blige, Anna Faris, Sydney Pollack, Kanye West, T.I., Whoopi Goldberg, Eric Roberts, Michael Phelps, Gus Van Sant, Martin Scorsese, Zac Efron, Martin Landau, Seth Green, Scott Caan, Malcolm McDowell, Jay Leno, 50 Cent, David Schwimmer, Jeffrey Tambor, Tom Brady, Aaron Sorkin, Dean Cain, Peter Stormare, Christina Aguilera, Eminem, Kevin Love, Sasha Grey, Jamie-Lynn Sigler, Il Volo, Johnny Galecki, Samaire Armstrong, Autumn Reeser e Stan Lee.

## Film
Nel 2015 è uscito nelle sale il film Entourage, interpretato dagli stessi attori della serie e diretto da Doug Ellin che continua gli eventi dopo l'episodio finale della serie.

## Curiosità
- Il personaggio di Vincent Chase veste sempre con tute Puma, mentre il fratello, Johnny "Drama" Chase, con abbigliamento sportivo Nike.